# Grève des Ligues majeures de baseball en 1994
La grève des Ligues majeures de baseball en 1994 est un conflit de travail qui causa l'annulation d'une partie de la saison régulière des Ligues majeures de baseball en 1994 et des séries éliminatoires, incluant la Série mondiale, en plus de retarder le début de la saison régulière en 1995.
Cette grève, le huitième conflit de travail à survenir dans les ligues majeures de baseball, dura 232 jours, soit du 12 août 1994 au 2 avril 1995. Entre 931 et 948 parties ont dû être annulées. Ce nombre est imprécis car le nombre de matchs en séries éliminatoires varie entre 24 et 41 parties.
Il s'agissait de la seconde fois de l'histoire du circuit que la Série mondiale n'avait pas lieu, et d'une première depuis 1904. Les Ligues majeures de baseball devenaient aussi le premier circuit de sport professionnel nord-américain à voir ses séries d'après-saison être annulées en totalité en raison d'un conflit de travail.

## Contexte
La convention collective liant l'Association des joueurs (MLBPA) aux Ligues majeures de baseball devait venir à échéance le 31 décembre 1993. Dès le 13 juin 1993, le directeur de l'Association des joueurs, Donald Fehr, avait prévenu que si des négociations n'étaient pas entreprises dans de brefs délais, le syndicat pourrait déclencher une grève en septembre 1994, menaçant la tenue des séries éliminatoires.
Pour faire face à la situation financière du baseball majeur, qui allait en se dégradant, les propriétaires d'équipes demandaient un partage des droits de télédiffusion des matchs et l'instauration d'un plafond salarial, mesures censées assurer une meilleure santé financière pour plusieurs équipes évoluant dans des marchés aux populations plus modestes. Pour cette dernière proposition, la ligue devait obtenir l'approbation de l'Association des joueurs, mais celle-ci s'y opposait catégoriquement.  
Le 18 janvier 1994, les propriétaires d'équipes s'entendirent sur les termes d'un tel plafond, et le lendemain ils autorisèrent le commissaire du baseball à négocier une nouvelle convention collective avec le syndicat des joueurs.
Les négociations furent entreprises dans un climat de méfiance. Une des raisons identifiée comme responsable de cette situation fut l'absence de commissaire officiellement investi de la fonction, depuis que les propriétaires d'équipes avaient forcé l'ancien commissaire du baseball, Fay Vincent, à remettre sa démission en septembre 1992, laissant le poste vacant. De plus, les propriétaires d'équipes avaient fait collusion durant les années 1980 pour éviter d'augmenter les salaires des joueurs. Les propriétaires avaient par la suite été condamnés à verser rétroactivement la somme de 280 millions de dollars à l'Association des joueurs, somme que celle-ci avait divisé entre ceux de ses membres qui avaient été lésés. D'aucuns estiment que la collusion survenue à cette époque avait sapé le lien de confiance entre le syndicat et Bud Selig, qui agissait comme commissaire de facto depuis le départ de Vincent et qui fut donc le responsable des négociations de 1994.
Le représentant des propriétaires, Richard Ravitch, dévoila le 14 juin 1994 la proposition patronale. Celle-ci garantissait un milliard de dollars US en salaires et bénéfices divers. En revanche, elle aurait forcé les équipes à composer avec une structure financière plus contraignante. L'arbitrage salarial aurait été aboli, le statut de joueur autonome aurait été autorisé aux athlètes ayant quatre années d'expérience dans les majeures plutôt que six, et les équipes auraient eu l'autorisation de retenir leurs droits sur un joueur comptant quatre ou cinq saisons d'expérience en égalant la meilleure offre soumise par un autre club. Les propriétaires arguaient que le salaire moyen des joueurs passerait de 1,2 million $ en 1994 à 2,6 millions $ en 2001.
L'association des joueurs rejeta l'offre quatre jours plus tard, le 18 juin. Selon Donald Fehr, le directeur de l'Association, l'instauration d'un plafond salarial n'était qu'une manière pour les propriétaires de régler le problème de la disparité entre les équipes plus riches ou moins fortunées, le tout sans bénéfices réels pour les joueurs.

## Déclenchement de la grève
Devant l'échec des négociations entreprises dans les mois précédents, l'Association des joueurs décida le 26 juillet que la journée du 12 août 1994 serait celle du déclenchement d'une grève. Les joueurs mirent leur menace à exécution à la date prévue.
Le 31 août, des négociations de trois heures et demie en présence de médiateurs ne menèrent à aucun progrès dans les tentatives de sauver la saison 1994 et d'en arriver à un accord. À la sortie de la séance, aucune nouvelle date ne fut convenue pour d'autres négociations. La grève entrait alors dans sa quatrième semaine.
Selon le commissaire Selig, le 9 septembre était la date limite pour sauver la saison. Le 8 septembre, l'Association des joueurs présenta une contre-proposition aux propriétaires. Elle prévoyait une taxe de 2 pour cent qui serait acquittée par les 16 franchises aux masses salariales les plus élevées, et dont les fruits seraient redistribués parmi les 12 équipes aux masses salariales les moins importantes. De plus, les équipes des deux ligues, Nationale et Américaine, partageraient 25 pour cent de leurs recettes aux guichets.
Les propriétaires rejetèrent cette offre du syndicat, prétextant qu'elle était insuffisante pour résoudre les problèmes financiers du baseball majeur.
Le 14 septembre, Bud Selig annonça que la saison 1994 était annulée, incluant les séries éliminatoires et la Série mondiale, qui n'aurait donc pas lieu pour la première fois depuis 1904.
La décision d'annuler le reste de la saison représenta, selon les estimations, une perte de 580 millions de dollars US pour les propriétaires, et une perte de 230 millions en salaires pour les joueurs.

### Conflit
Le 5 décembre, il fut annoncé que Richard Ravitch abandonnerait son rôle de négociateur pour la partie patronale à la fin du mois. Il annonça plutôt son retrait dès le 6 décembre. Le 14 décembre, un médiateur fédéral, Bill Usery, fut assigné au dossier.
Le 15 décembre, les propriétaires d'équipes approuvèrent à 25 voix contre 3 un plan de plafond salarial. Le 23 décembre, ils décidèrent de l'appliquer unilatéralement.
Le 5 janvier 1995, Donald Fehr annonça que la totalité des 895 joueurs du baseball majeur sans contrat de travail deviendraient agents libres, en réaction aux changements unilatéraux annoncés le mois précédent par les propriétaires.
Le 13 janvier, la direction des Ligues majeures de baseball décida d'autoriser le recours à des briseurs de grève pour la saison 1995, si le conflit n'était pas réglé d'ici le début des camps d'entraînement.
Le 26 janvier, le président des États-Unis, Bill Clinton, ordonna aux propriétaires et aux joueurs de retourner à la table des négociations et d'en arriver à un accord au plus tard le 6 février. Le 1er février, les propriétaires acceptèrent de révoquer les changements unilatéraux imposés en décembre et de revenir à l'accord précédent. La date du 6 février passa cependant sans que les deux parties se soient entendu.

### Impact sur les résultats de la saison
Les statistiques, tant individuelles que d'équipes, furent compilées pour la saison régulière 1994. Cependant, la fin abrupte des activités du baseball majeur gâchèrent de belles campagnes pour certains athlètes.
Tony Gwynn, la vedette des Padres de San Diego, tentait de devenir le premier joueur depuis Ted Williams à frapper dans une moyenne au bâton de, 400, un exploit excessivement rare. Gwynn affichait une moyenne de, 394 lorsque la grève mit un terme à la saison.
Matt Williams, des Giants de San Francisco, était à la poursuite du record de 61 coups de circuit en une saison de Roger Maris, marque qui tenait depuis 1961. Au moment où la saison prit fin, Williams comptait déjà 43 circuits, avec encore 47 parties à jouer. Ken Griffey Jr., des Mariners de Seattle, était aussi dans la course avec 40 longues balles.
Don Mattingly, des Yankees de New York, vit ses espoirs de participer à une première Série mondiale anéantis. Le joueur de premier but, qui avait amorcé sa carrière après le dernier sacre des Yankees, en 1978, comptait à ce moment le plus grand nombre de présences au bâton en saison régulière sans avoir jamais pu se présenter à la plaque durant les éliminatoires. Incidemment, Mattingly pris sa retraite à l'issue de la saison 1995, alors que les Yankees gagnèrent l'année suivante leur premier titre mondial en 18 ans.
Quelques joueurs, dont Kevin Mitchell, Julio Franco et Shane Mack, décidèrent de ne pas revenir au jeu dans les ligues majeures la saison suivante, et évoluèrent plutôt dans des ligues au Japon en 1995.
Parmi les rares conséquences positives du conflit, on note la fin d'une embarrassante course au championnat dans la division Ouest de la Ligue américaine, alors que les Rangers du Texas occupaient, au moment de l'interruption des activités, le premier rang de la section avec une fiche peu reluisante de 52 victoires et 62 défaites, dix matchs sous la moyenne de, 500. En fait, deux équipes de dernière place dans d'autres divisions affichaient un meilleur rendement que les Rangers, qui se seraient néanmoins qualifiés pour les éliminatoires en terminant premiers.
Enfin, une situation absurde : le 31 août, soit après le déclenchement de la grève mais avant l'annulation de la saison, les Twins du Minnesota échangèrent le vétéran Dave Winfield aux Indians de Cleveland en retour d'un joueur à être nommé plus tard. Dans les circonstances, le transfert resta en suspens et aucun joueur ne fut nommé. Les représentants des Twins et des Indians se donnèrent rendez-vous dans un restaurant afin d'en discuter. Cleveland paya la note du souper, réglant la question et confirmant que Winfield avait été échangé en retour d'un... repas.

### Impact sur les Expos de Montréal
La grève de 1994 eut des conséquences importantes pour les Expos de Montréal. 
Déjà dans une situation financière précaire, le club montréalais, un des plus petits marchés du baseball, affichait en 1994 la deuxième masse salariale la plus basse des majeures, derrière les Padres de San Diego. Malgré tout, au moment de l'annulation de la saison, les Expos dominaient la division Est de la Ligue nationale et toutes les équipes du baseball majeur avec un dossier de 74 victoires et 40 défaites, en route vers la meilleure saison de leur histoire. Ils étaient par conséquent considérés comme l'un des principaux aspirants au titre.
L'annulation de la saison et de la Série mondiale mit fin aux espoirs des partisans montréalais. Dès la reprise des activités, les Expos entreprirent une vente de feu durant laquelle ils échangèrent les uns après les autres leurs meilleurs jeunes joueurs, que la franchise était désormais incapable de payer. Montréal ne connut jamais une saison semblable à celle de 1994, les spectateurs désertèrent peu à peu le Stade olympique et l'équipe fut finalement déplacée, après la saison 2004, à Washington.
Dans son livre La saga des Expos : Brochu s'explique, l'ancien président des Expos, Claude Brochu, pointa la grève de 1994 comme grande responsable des déboires de l'équipe dans la décennie suivante. L'ancien commentateur des matchs des Expos à la radio et à la télévision, Ken Singleton, estime quant à lui que ce fut « le début de la fin » pour la franchise montréalaise.

### Impact sur les Braves d'Atlanta
Les Braves d'Atlanta détiennent le record de 14 championnats de division consécutifs, ayant décroché le premier rang de la division Ouest de 1991 à 1993, puis de la division Est de 1995 à 2004. En 1994, leur première saison après leur transfert dans la section Est de la Ligue nationale, les Braves terminèrent en deuxième place avec un dossier de 68-46, à six parties de Montréal. Comme les résultats finaux de la saison 1994 furent invalidés, ceci n'a pas affecté la série record des Braves. En revanche, une seconde place cette année-là dans une saison complète les aurait empêchés d'établir le record actuel.

### Joueurs de remplacement
Déterminées à tenir, grève ou non, une saison de baseball en 1995, les Ligues majeures firent appel à des joueurs de remplacement. Il fut rapporté que ceux-ci recevraient une somme de 5 000 dollars s'ils se rapportaient au camp d'entraînement d'une ou l'autre des 28 équipes du baseball majeur, et qu'ils recevraient 5 000 dollars additionnels s'ils étaient choisis au sein de l'équipe.
La décision d'avoir recours à des joueurs de remplacement ne fit pas l'unanimité. Le propriétaire des Orioles de Baltimore, Peter Angelos, annonça que son équipe n'utiliserait pas de briseurs de grève et ne se présenterait pas sur le terrain à la rentrée printanière. Il est à considérer qu'à ce moment, le joueur d'arrêt-court Cal Ripken Jr. était à la poursuite du record de parties consécutives de Lou Gehrig et que cette séquence serait automatiquement brisée si les Orioles jouaient en 1995 avec des remplaçants. 
Le 20 mars, les Orioles annulèrent leur calendrier pré-saison. Le 21 mars, la chambre des représentants de l'État du Maryland approuva une législation interdisant le recours à des briseurs de grève à Camden Yards, le stade des Orioles, ce qui signifiait à toute fin pratique l'annulation complète de la saison régulière de l'équipe.
Chez les Tigers de Detroit, le manager Sparky Anderson fut placé en arrêt de travail après qu'il eut refusé de diriger une équipe composée de joueurs de remplacement. Deux jours après, les Blue Jays de Toronto assignèrent leur manager Cito Gaston à un club affilié des ligues mineures pour les mêmes raisons.
Le 14 mars, irritée par la décision des autorités de la ligue, l'Association des joueurs menaça de cesser toute négociation en vue de régler le conflit si des briseurs de grève étaient envoyés sur le terrain.
Le 28 mars, un nouvel obstacle survint alors que la Commission des relations de travail de l'Ontario décréta qu'il ne serait pas permis aux Blue Jays d'utiliser des briseurs de grève lors des matchs disputés à Toronto, en raison des lois du travail de cette province canadienne. Les Blue Jays décidèrent que leurs parties locales seraient jouées en 1995 à leur site d'entraînement printanier de Dunedin, en Floride, aux États-Unis, aussi longtemps que des joueurs de remplacement seraient appelés à travailler.
Les joueurs de remplacement ne participèrent à aucun match régulier, puisque la grève prit fin peu de temps après leur arrivée. Parmi ceux-ci, on comptait plusieurs joueurs qui ne disputèrent jamais un match dans les ligues majeures, mais aussi beaucoup de joueurs marginaux ayant fait quelques présences avec différentes équipes au cours des années précédentes, ainsi que quelques joueurs à la retraite. Peu d'athlètes engagés comme briseurs de grève se taillèrent une place dans les majeures au cours des saisons subséquentes. Certains furent rejetés par les joueurs réguliers, membres du syndicat, lorsqu'ils eurent une occasion de percer dans les grandes ligues. Ce fut notamment le cas de Joel Chimelis, rappelé par les Giants de San Francisco en 1995 mais finalement retourné aux ligues mineures sans avoir eu la chance de disputer un seul match, devant l'opposition que sa présence suscita chez certains membres de l'équipe.
Néanmoins, quelques anciens joueurs de remplacement atteignirent les majeures. Cependant, les joueurs de remplacement de 1995 ne peuvent apparaître dans aucun produit sanctionné par l'Association des joueurs, tels les cartes de baseball ou certains jeux vidéo. De plus, Shane Spencer (des Yankees de New York champions en 1998, 1999 et 2000), Damian Miller (des Diamondbacks de l'Arizona de 2001), Brendan Donnelly (des Angels d'Anaheim de 2002) et Kevin Millar (des Red Sox de Boston de 2004) sont tous d'ex-joueurs de remplacement qui ont fait partie d'un club champion de la Série mondiale mais dont le nom n'a pu être associé, pour les mêmes raisons, à aucun produit promotionnel commémorant la conquête du titre par leur équipe.

## Règlement du conflit
Le 29 mars, les membres de l'Association des joueurs votèrent en faveur d'un retour au travail si un juge de la cour de district des États-Unis acceptait de recevoir une plainte acheminée le 27 mars au National Labor Relations Board (une agence indépendante américaine chargée d'enquêter sur les pratiques utilisées dans le cadre de relations de travail) au sujet des actions posées par les propriétaires d'équipes, jugées inéquitables et injustes par le syndicat.
La grève du baseball prit fin lorsque la juge fédérale Sonia Sotomayor autorisa une injonction contre les propriétaires, le 31 mars.
Le 2 avril 1995, à vingt-quatre heures du commencement prévu de la saison régulière des Ligues majeures de baseball, la grève de 232 jours se termina. La Cour d'appel des États-Unis pour le deuxième circuit donna raison à la juge Sotomayor en rejetant l'appel des propriétaires.

### Retour au jeu
Avant le règlement du conflit, la  calendrier de la saison régulière 1995, qui devait compter le nombre de parties habituel, soit 162, fut modifié et ramené à 144 parties.
Le premier match de la saison fut disputé le 25 avril, avec les joueurs réguliers des ligues majeures, au Joe Robbie Stadium de Miami Gardens entre les Marlins de la Floride et les Dodgers de Los Angeles.

## Conséquences

### Réaction du public
La réaction des partisans fut généralement négative lors du retour au jeu en 1995, et plusieurs incidents survinrent.
Au match d'ouverture des Mets, à New York, trois hommes arborant des t-shirts sur lesquels le mot « Greed » (« cupidité ») était inscrit sautèrent sur le terrain du Stade Shea et distribuèrent aux joueurs environ 150 dollars en billets de 1 dollar.
Le match d'ouverture des Yankees attira 50 245 spectateurs, la plus faible assistance pour un premier match de saison régulière depuis 1990. Les fans huèrent copieusement le président de l'Association des joueurs, Donald Fehr, qui assistait à la rencontre.
Au Three Rivers Stadium de Pittsburgh, le match d'ouverture des Pirates contre les Expos de Montréal fut interrompu pendant 17 minutes alors que les partisans huaient les joueurs et lançaient divers projectiles sur le terrain. Les esprits se calmèrent peu à peu après que les fans furent prévenus que le match serait annulé.
À Cincinnati, un individu survola en avion le Riverfront Stadium, domicile des Reds. Attachée à l'avion, se trouvait une banderole sur laquelle était écrit : « Owners & Players: To hell with all of you! » (« Propriétaires & joueurs : allez tous au diable ! »).
De plus, les chiffres d'audience pour les matchs télévisés furent en chute libre durant toute la saison.